# Arbeitsmarkt
Der Arbeitsmarkt ist ein Markt, an dem die Nachfrage nach Arbeitskräften mit dem Angebot von Arbeitskräften zusammentrifft. In der Arbeitsmarktökonomik wird in den Wirtschaftswissenschaften die Funktionsweise von Arbeitsmärkten untersucht.
Grundlage des Arbeitsmarktes ist die eigentumsrechtliche Trennung arbeitender Menschen von den zur Arbeit notwendigen Produktionsmitteln. Der Arbeitsmarkt setzt Menschen voraus, die ihren Lebensunterhalt nicht mit eigenen Produktionsmitteln (Boden und Kapital) sichern können und deswegen gezwungen sind, ihre Arbeitskraft an die Eigentümer der Produktionsmittel zu verkaufen (siehe Lohnarbeit in der marxistischen Theorie). Eine Klasse solcher Menschen – das sogenannte Industrieproletariat – entstand in der europäischen Neuzeit im Zuge der Bevölkerungsexplosion während der industriellen Revolution. Das damit entstandene Problem der Arbeitslosigkeit (Erwerbslosigkeit und Armut mangels eigener Produktionsmittel und mangels einer Person, die den eigentums- und damit arbeitslosen Menschen für sich arbeiten lassen will) bildete einen der wichtigsten Aspekte der "sozialen Frage" (Pauperismus) und stellt eines der wichtigsten Strukturmerkmale der europäischen ("westlichen") Neuzeit dar.
Während nach neoklassischer Sicht der Arbeitsmarkt wie ein Gütermarkt funktioniert, unterscheidet er sich nach institutionalistischer und arbeitsökonomischer Sicht in charakteristischer Weise vom Gütermarkt. Für Robert M. Solow ist „Arbeit als Ware etwas Besonderes […] und daher auch der Arbeitsmarkt“. Auch die keynesianische Kritik an der Neoklassik sieht dies so (siehe Arbeitsmarktpolitik).
Anders als das umgangssprachliche Verständnis rekrutiert sich das Arbeitsangebot aus den arbeitswilligen und arbeitsfähigen Arbeitskräften, die Arbeitsnachfrage resultiert aus den offenen Stellen der Arbeitgeber.

## Definition
Auf dem Arbeitsmarkt wird Arbeitskraft für eine bestimmte Arbeitszeit und bestimmte Qualifikationen angeboten und nachgefragt. Arbeitnehmer, die über ihre Arbeitskraft persönlich frei verfügen können, verkaufen (korrekter: vermieten) gegen Arbeitsentgelt ihre Arbeitskraft zur Verrichtung produktiver Tätigkeiten an Arbeitgeber, unter deren Weisungsrecht sie Güter herstellen oder Dienstleistungen erbringen, in Kombination mit (meist) von den Arbeitgebern zur Verfügung gestellten Rohstoffen und Arbeitsmitteln. Der Arbeitgeber muss durch (zusätzliche) Personalkosten auf einen Teil seiner Gewinne verzichten, der Arbeitnehmer muss die Furcht vor dem Arbeitsleid überwinden.
Der Arbeitsmarkt ist kein Markt für Arbeitsleistungen; Arbeitsergebnisse sind Gegenstand von Werkverträgen. Ähnlich wie Ärzte werden auch Arbeitnehmer für ihre „Bemühungen“ bezahlt und nicht für deren Erfolg. Der Arbeitsvertrag begründet ein Arbeitsverhältnis und ist ein Vertrag sui generis.

## Besonderheiten des Arbeitsmarktes
Die Besonderheit der „Ware Arbeitskraft“ besteht darin, dass sie unauflöslich an Menschen als Träger dieser Ware gebunden ist. Insofern ist eine Verfügung über diese Ware immer auch eine Verfügung über ihren Träger, dessen Menschenwürde beachtet werden muss. Das für Sachen charakteristische „ius utendi et abutendi“, das Recht, eine Sache zu gebrauchen, aber auch zu missbrauchen, ist auf Tiere und Menschen nur sehr begrenzt anwendbar. So haben Arbeitnehmer insbesondere ein Recht auf Freizeit, über deren Gestaltung der Arbeitgeber nur sehr bedingt Mitspracherechte hat, und auf Freizügigkeit.
Die Arbeitsnachfrage lässt sich im Zusammenhang mit dem Grenzprodukt der Arbeit (1. Ableitung der Produktionsfunktion) errechnen (siehe hier). Der Marktpreis für die Arbeitskraft eines bestimmten Arbeitnehmers kann unter seinem Existenzminimum liegen. In diesem Fall besteht eine Pflicht eines Staates, der sich als Sozialstaat versteht, darin zu verhindern, dass die betreffende Person ein Haushaltseinkommen unterhalb ihres Existenzminimums erzielt. Als Instrumente kommen unter anderem  Transferleistungen, Mindestlohn und Arbeitskräfteverknappung zum Einsatz.
Der Zusammenschluss der Arbeitnehmer zu Gewerkschaften und das Arbeitsrecht als Schutzrecht für die Arbeitnehmer sind als Konsequenzen einer unterstellten „Macht-Asymmetrie“ (Claus Offe) auf den Arbeitsmärkten und des Charakters des Arbeitsverhältnisses als „Herrschaftsverhältnis“ (Max Weber) zu verstehen. Diese Theorie beruht auf der Prämisse, dass Arbeitsmärkte in der Regel Käufermärkte seien, d. h., dass eine hohe Zahl an Arbeitswilligen mit einer beschränkten Zahl an Arbeitsplätzen konfrontiert werde, was ohne Marktregulierungen wie Tarifentgelte oder einen gesetzlichen Mindestlohn zwangsläufig zu niedrigen Arbeitsentgelten führen würde.

## Formen des Arbeitsmarktes
Es wird unterschieden zwischen dem
- ersten Arbeitsmarkt, der den betriebswirtschaftlich begründeten Bedarf nach Arbeitskräften (Arbeitsplatzangebote) von Unternehmen (Arbeitgeber) mit einer Nachfrage geeigneter freier Arbeitskräfte (Arbeitnehmer) zusammenführt, und dem
- zweiten (staatlich geförderten) Arbeitsmarkt, der über arbeitsmarktpolitische Maßnahmen zusätzliche Anreize für Arbeitgeber schafft, Arbeitsplätze anzubieten, um damit einen Marktausgleich von Angebot und Nachfrage herbeizuführen.

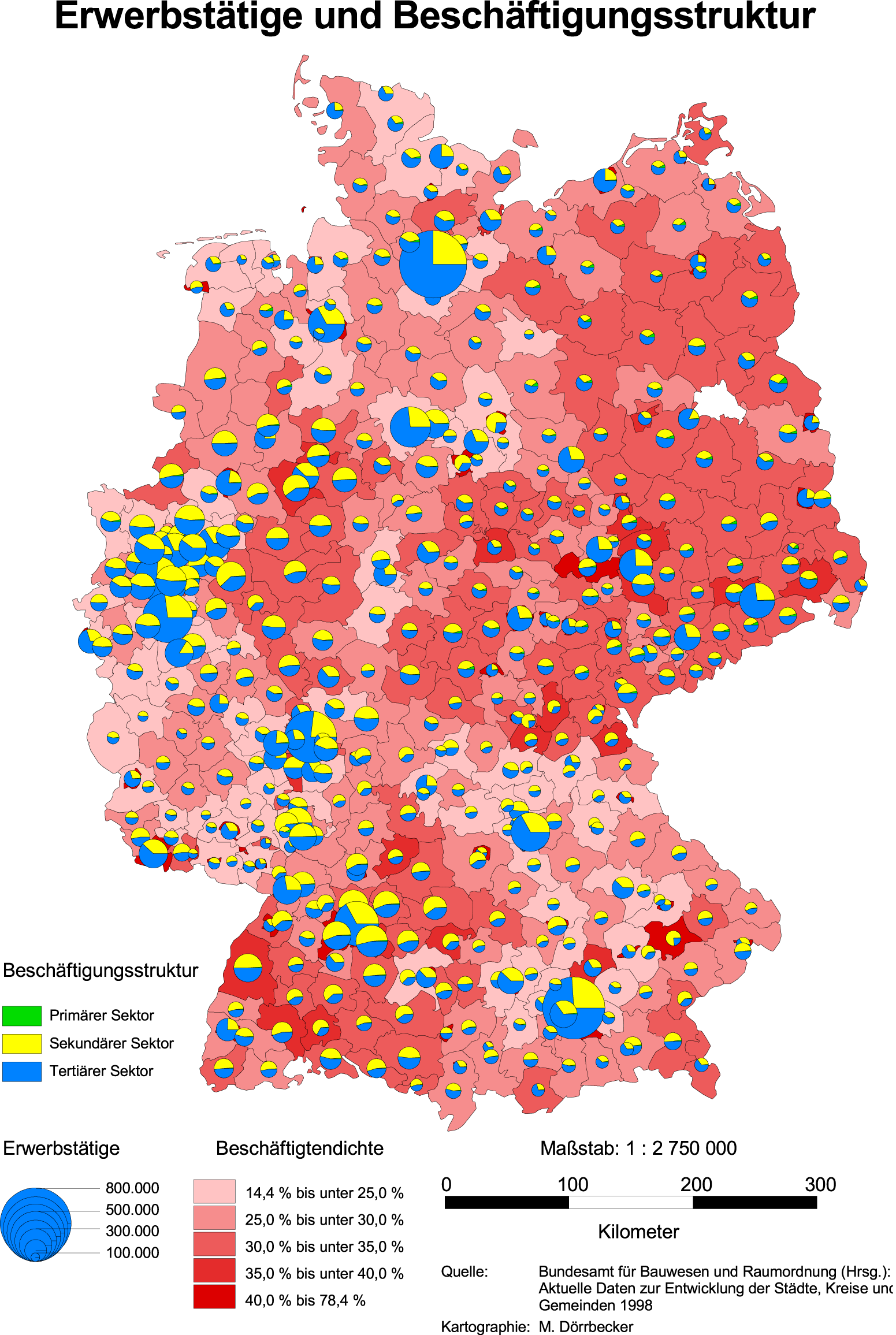
Erwerbstätige und Beschäftigungsstruktur in Deutschland 1997

Der Arbeitsmarkt entwickelte sich im Zuge der fortschreitenden Arbeitsteilung.
Wichtige Kennzahlen des Arbeitsmarktes sind die Erwerbsquote, die Arbeitslosenquote sowie das Arbeitsentgelt (Lohnniveau). Die Kennzahlen werden oft regional oder nach Wirtschaftssektoren getrennt dargestellt.
Man kann den Arbeitsmarkt für Analysezwecke unterschiedlich strukturieren:
- nach dem Alter der Beteiligten
- nach Geschlecht der Beteiligten
- nach den Produkten und Dienstleistungen (Wirtschaftszweige)
- nach dem Arbeitsinhalt (Berufe, Tätigkeiten)
- nach der Stellung im Arbeits- und Verwertungsprozess (Eigentümer = Unternehmer oder Kapitalgeber, Manager = Entscheider (aber nicht Eigentümer), Beschäftigter = Ausführender)
- nach dem Technisierungsniveau der Arbeit

Die volkswirtschaftliche Statistik der Bundesrepublik unterscheidet zwischen so genannten
- Erwerbstätige. Dazu zählen auch die Selbständigen (in Deutschland im Jahr 2001 3.632 Mio. von insgesamt 36.816 Mio. Erwerbstätigen) und
- Personen mit Arbeitsvertrag (Beschäftigte) und mindestens 401 Euro monatlichem Bruttoarbeitseinkommen. Derzeit zählt das Statistische Bundesamt in Deutschland knapp 27 Millionen Arbeitsverhältnisse.

## Marktstrukturen
Sämtliche klassischen volkswirtschaftlichen Produktionsfaktoren werden auf Faktormärkten gehandelt, und zwar die Arbeit auf dem Arbeitsmarkt, der Boden auf dem Immobilienmarkt und das Kapital auf dem Kapitalmarkt.
| Markt           | Angebot                                                        | Nachfrage        | Preis                                       |
| --------------- | -------------------------------------------------------------- | ---------------- | ------------------------------------------- |
| Arbeitsmarkt    | Arbeitsnachfrage                                               | Arbeitsangebot   | Arbeitsentgelt                              |
| Gütermarkt      | Güterangebot                                                   | Güternachfrage   | Marktpreis                                  |
| Geldmarkt       | Geldangebot                                                    | Geldnachfrage    | Geldmarktzins                               |
| Kapitalmarkt    | Kapitalangebot                                                 | Kapitalnachfrage | Kapitalmarktzins                            |
| Kreditmarkt     | Kreditangebot                                                  | Kreditnachfrage  | Kreditzins                                  |
| Immobilienmarkt | Angebot an Wohn- und Gewerbeimmobilien, Agrar- und Waldflächen | Nachfrage        | Kaufpreis/Immobiliarmiete/ Bodenrente/Pacht |

Während Arbeits- und Bodenangebot stark von Natureinflüssen abhängen (Witterung, Bodenbeschaffenheit), wird das Güterangebot in hohem Maße von wirtschaftlichen Erwägungen beeinflusst.

## Theoretische Grundlagen

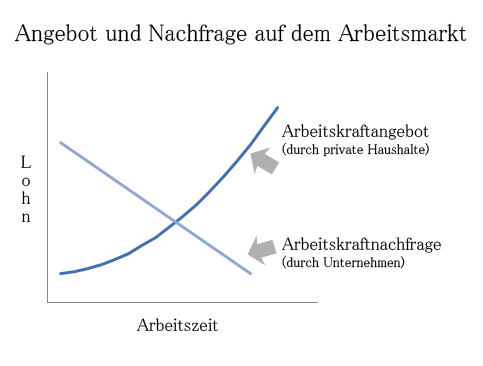
Angebots- und Nachfragekurve im klassischen Arbeitsmarktmodell

Im Standardmodell der neoklassischen Theorie lässt sich der Arbeitsmarkt wie auf einem Gütermarkt durch steigende Angebotskurven und fallende Nachfragekurven charakterisieren: Je höher der Lohn, desto höher ist das Arbeitskraftangebot und desto geringer die Arbeitskraftnachfrage. Hierbei wird ein repräsentativer Akteur unterstellt, was auf sehr einfache Weise die Übertragung einzelwirtschaftlicher Beobachtungen auf die gesamtwirtschaftliche Analyse ermöglicht. Die dem Modell zugrunde liegende Annahme vollkommener Markttransparenz sowie die Unterstellung des Produktionsfaktors Arbeit als homogen schränken seine Anwendbarkeit aus Sicht moderner Theorien des Arbeitsmarktes allerdings ein.
Die klassische Lehre nimmt Löhne als flexibel an und erklärt dadurch eine Markträumung. In der Realität sind Löhne allerdings nicht flexibel, denn sie werden in der Regel tariflich für einen bestimmten Zeitraum festgelegt. Tatsächlich sind sie nach unten sogar meist starr.
Weitere Arbeitsmarkttheorien:
- Humankapitaltheorie
- Suchtheorie
- Gewerkschaftstheorie
- Kontrakttheorie: siehe Prinzipal-Agent-Theorie
- Effizienzlohntheorie
- Insider-Outsider-Ansatz: siehe auch Persistenz (Makroökonomie)#Ursachen von Persistenz.

Zu internen Arbeitsmärkten:
- Transaktionskostentheorie
- Segmentationstheorie.

## Arbeitnehmer als Dienstleistungserbringer
Es ist in der deutschen Sprache üblich, denjenigen, der die Arbeit gibt (verrichtet), den Arbeitnehmer zu nennen, während der, der die Arbeit nimmt (Arbeitsleistung entgegennimmt), Arbeitgeber genannt wird.
Die Dienstleistungen, die auf dem Arbeitsmarkt gehandelt werden, unterscheiden sich von anderen Dienstleistungen vor allem in diesen Punkten:
- Der Arbeitnehmer bringt kein eigenes Sachkapital (Büros, Computer usw.) ein, sondern lediglich seine Fähigkeiten und Fertigkeiten; das notwendige Sachkapital wird vom Unternehmer gestellt.
- Der Arbeitnehmer hat in der Regel nur einen Vertragspartner, den Unternehmer.

## Aktuelle Entwicklungen auf dem Arbeitsmarkt

Erwerbstätige und Arbeitslose

### In Deutschland
Seit 2005 werden auf dem Arbeitsmarkt drei Arbeitsverhältnisse unterschieden:
- Minijob (Bruttoverdienst bis 538 Euro/Monat)
- Niedriglohn-Job (Bruttoverdienst von 538,01 bis 2000 Euro)[12]
- reguläres Beschäftigungsverhältnis

Dazu abgestuft werden entsprechend Sozialversicherungsbeiträge und Steuern eingezogen. Die Neuregelung basierte auf dem Hartz-Konzept und sollte die Zahl der Arbeitsverhältnisse erhöhen.

## Arbeitsmarktforschung
Arbeitsmarkt- und Berufsforschung befasst sich mit der theoretischen und empirischen Untersuchung von Arbeitsmarkt, Berufsgruppen- und Branchenentwicklung etc. in wirtschaftlichen und sozialen Zusammenhängen. Für diese Disziplin wurde 1968 an der damaligen Bundesagentur für Arbeit das Institut für Arbeitsmarkt- und Berufsforschung gegründet. Hier wird das Forschungsfeld interdisziplinär von Soziologen, Ökonomen und Ökonometrikern untersucht.
Die Forschung unterscheidet zwischen Ländern mit liberalem (Bsp. USA), konservativem (Bsp. Bundesrepublik Deutschland) und sozialdemokratischem (Bsp. Schweden) Wohlfahrtsstaatsmodell und deren spezifischen Auswirkungen auf den Arbeitsmarkt. Analysiert man diese Modelle z. B. anhand ihrer Auswirkungen auf das Geschlechterverhältnis im Arbeitsmarkt, ergibt sich folgendes Bild: Im liberalen Modell findet eine allgemein positive Entwicklung der Geschlechtergleichheit auf dem Arbeitsmarkt weitgehend zu Lasten gering verdienender Frauen statt. Im konservativen Modell ist v. a. eine hohe vertikale Segregation – d. h. geringe Aufstiegschancen von Frauen – zu beobachten. Das sozialdemokratische Modell produziert im Gegenzug eine starke horizontale Segregation, also eine Teilung des Arbeitsmarktes in spezifische Frauen- und Männerberufe.